# Вулиця Івана Їжакевича (Київ)
Ву́лиця Іва́на Їжаке́вича — вулиця в Подільському районі міста Києва, житловий масив Вітряні гори, місцевість Селище Шевченка.
Пролягає від провулку Кузьми Скрябіна до Канівської вулиці.
Прилучаються вулиці Межова, Світлицького і Золочівська.

## Історія
Вулиця виникла у 1-й половині XX століття під назвою 227-а Нова. У 1957 році набула назву Межовий провулок (зараз існує інший провулок з такою назвою). Виділена в окрему вулицю від сучасною назвою на честь українського художника І. С. Їжакевича — з 1962 року.